# Großsteingräber bei Hansühn
Die Großsteingräber bei Hansühn sind zwei megalithische Grabanlagen der jungsteinzeitlichen Trichterbecherkultur bei Hansühn, einem Ortsteil von Wangels im Kreis Ostholstein in Schleswig-Holstein. Sie tragen die Sprockhoff-Nummern 272 und 273.

## Lage
Grab 1 befindet sich südlich von Hansühn kurz hinter dem Ortsausgang, direkt östlich der Straße nach Neutestorf. Grab 2 befindet sich 600 m nordöstlich der Kirche von Hansühn und 1,6 km nordnordöstlich von Grab 1 auf einem Feld. In der näheren Umgebung gibt es mehrere weitere Großsteingräber: 400 m südlich von Grab 1 liegen die Großsteingräber bei Neutestorf und 1 km nordöstlich das Großsteingrab Testorf. 2,4 km ostsüdöstlich von Grab 2 liegt das Großsteingrab Meischenstorf und 2,6 km östlich das Großsteingrab Grammdorf 1.

## Beschreibung

### Grab 1
Die Anlage besitzt ein nordost-südwestlich orientiertes trapezförmiges Hünenbett, dessen nordöstlicher Teil durch Sandabbau  zerstört ist. Bei der Aufnahme durch Ernst Sprockhoff im Jahr 1937 waren die meisten Umfassungssteine im erhaltenen Südwestteil des Betts noch vorhanden, einige aber nach außen umgekippt. Die Grabkammer liegt nahe an der südöstlichen Langseite des Betts und ist ebenfalls durch Sandabbau teilweise zerstört. Es handelt sich um ein nordost-südwestlich orientiertes Ganggrab vom Untertyp Holsteiner Kammer mit einer ursprünglichen Länge von etwa 3,5 m und einer Breite von 1,5 m. Die Kammer besaß ursprünglich wahrscheinlich vier Wandsteine an der südöstlichen und drei an der nordwestlichen Langseite, einen Abschlussstein an der nordöstlichen und zwei an der südwestlichen Schmalseite sowie drei Decksteine. 1937 waren noch die beiden südwestlichen Abschlusssteine, ein angrenzender Wandstein der nordwestlichen und drei angrenzende Wandsteine der südöstlichen Langseite erhalten. Von den Decksteinen war nur noch der mittlere vorhanden. Er lag im Inneren der Kammer. Zwischen dem von Südwesten aus gesehen dritten und dem fehlenden vierten Wandstein der Südostseite befand sich der ursprüngliche Zugang zur Kammer. Diesem war ein Gang aus ursprünglich zwei Wandsteinen vorgelagert, von denen nur noch der südwestliche erhalten war. Der Gang hatte eine Länge von 1 m und eine Breite von 0,5 m. Vor dem Zugang fand Sprockhoff zudem eine runde Steinplatte, die vielleicht als Verschluss gedient hatte. Ob sich die Anlage aktuell noch in dem von Sprockhoff beschriebenen Zustand befindet, lässt sich aufgrund des dichten Bewuchses nicht sicher bestimmen.

### Grab 2
Die Anlage besitzt eine runde Hügelschüttung mit einem Durchmesser von 10 m. Ernst Sprockhoff gab bei seiner Aufnahme im Jahr 1936 an, der Hügel sei abgetragen, auf neueren Fotos ist aber deutlich ein Hügel zu erkennen. Von der Umfassung sind noch mindestens 16 Steine erhalten. Die nordost-südwestlich orientierte Grabkammer steckt noch tief im Erdreich. Es sind zwei Decksteine erkennbar, von denen der größere eine Länge von 2 m und eine Breite von 1,5 m hat. Weiterhin sind zwei kleinere Steine am Nordostende und ein Stein am Südwestende erkennbar. Die genauen Maße und der Typ der Kammer sind unbekannt. Ernst Sprockhoff nahm eine Kammer mit drei Decksteinen an, also entweder einen Großdolmen oder ein Ganggrab.